# Destino (pintura)
Destino, (em inglês:  Destiny) é uma pintura de John William Waterhouse concluído em 1900, óleo sobre tela, com 86,5 cm de altura por 55 cm de largura. Mostra uma figura feminina atraente, na frente de um espelho, bebendo em uma xicara assistindo a partida de barcos. Atualmente faz parte da coleção da Galeria de Arte e Museu de Towneley Hall, em Burnley.

## Contexto
Durante a Segunda Guerra dos Bôeres Waterhouse se mostrou um legitimo patriota, tanto que ele se juntou a mais de 349 artistas e montaram "Artist War Funds" para ajudar enfermos e viuvas orindas dessa guerra. em 1900 o grupo fez uma exibição de arte chamada "Exhibition of Artists War Fund" na Guildhall Arts Gallery de Londres, inaugurada pela rainha Victoria.
Com o fim da exposição, as pinturas foram leiloadas na Christie's e reuniram 12.000 libras esterlinas. Destino foi a contribuição pessoal de Waterhouse e foi considerado um dos mais notável da exibição. Foi comprada pela Gallery Agnews e imediatamente revendida a John Haworth de Burnley. Em 1906 foi adquirida pela Galeria e Museu de Arte Towneley Hall, também em Burnley, onde ainda pertence à coleção.

## Sobre a imagem

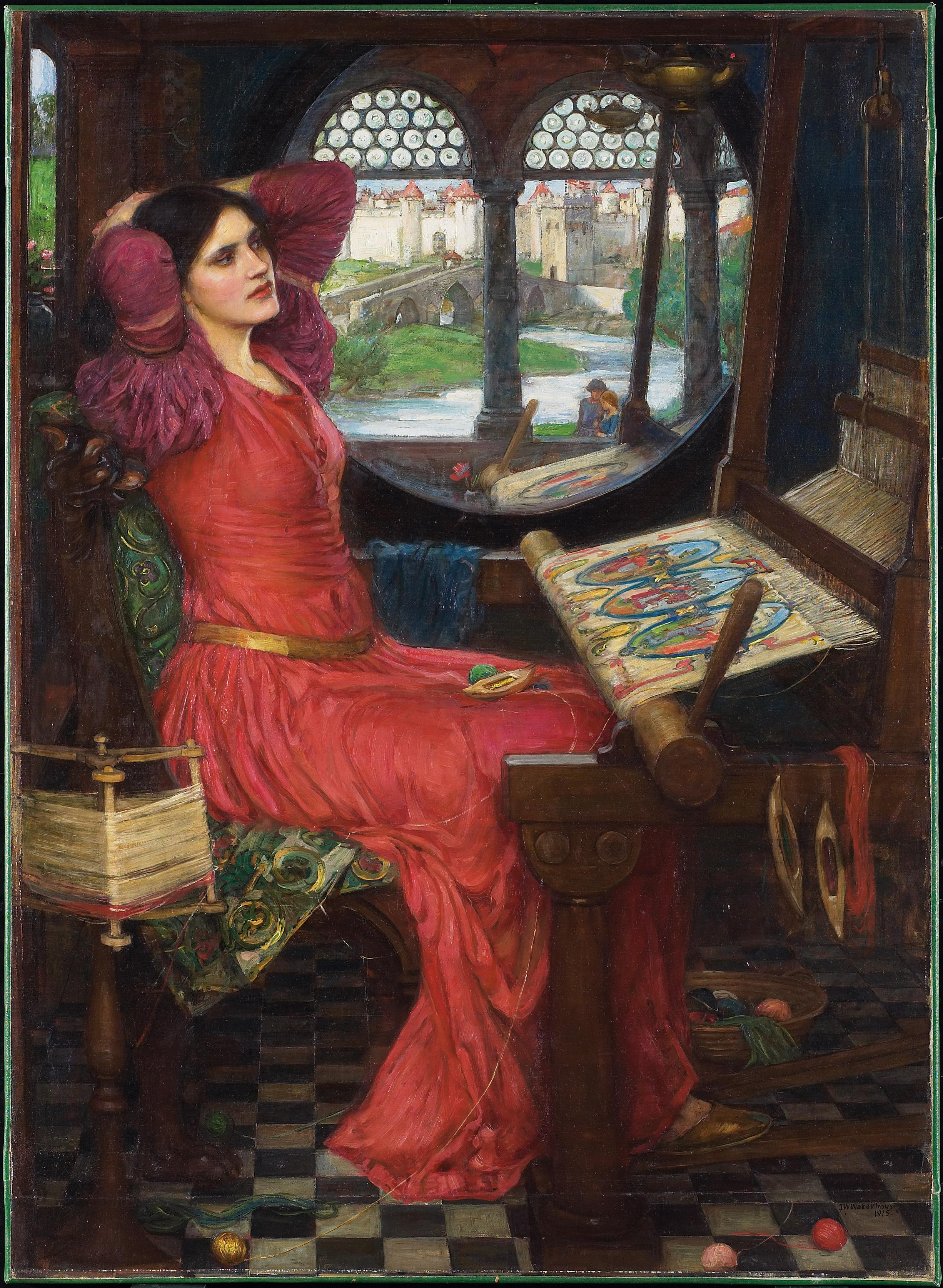
Pintura "Estou cansada de sombras", disse a Senhora de Shalott de John William Waterhouse que mostra uma montagem parecida com a pintura Destino

Mostra a figura feminina desconhecida de uma garota que bebe em libação para os heróis que partiam (referencia clara aos soldados que estavam indo à batalha na Segunda Guerra dos Bôeres
Pintura com várias referencias pré-raphaelitas. Além de referencias comuns de Waterhouse  são claras nele: uso de espelho esférico (como em A Senhora de Shalott Olhando para Lancelot, "Estou cansada de sombras", disse a Senhora de Shalott e Circe oferecendo a taça para Ulisses), a personagem feminina vestida de vermelho com uma cinta.
Sem contar que o copo/taça que ela está segurando lembra uma versão menor de Circe Invidiosa. O cenario e a própria garota evoca vários simbolismos referentes a Grã-Bretanha e à situação na África do Sul: a pintura de ouro no globo e as bandeiras nos navios têm que nos lembrar das minas de ouro sul-africanas, do manto vermelho e da taça azul. a bandeira britânica, o globo se refere ao mundo que a Grã-Bretanha ainda governava na época, a Bíblia aberta aponta para a bênção de Deus, os galeões são uma reminiscência dos navios que derrotaram a Armada Espanhola em 1588.[carece de fontes?]
Os detalhes arquitetônicos incluem o que parecem ser colunas coríntias, o que poderia ser consistente com uma cena grega clássica. No entanto, a presença de um livro encadernado implica uma data muito posterior. Os navios e o globo da imagem especular também parecem ser mais modernos que clássicos. O vestuário e o penteado feminino se assemelham aos da Mariana de Millais, e não representam nenhum período histórico claro (certamente não clássico).